# Sida centuriata
Sida centuriata là một loài thực vật có hoa trong họ Cẩm quỳ. Loài này được Clement miêu tả khoa học đầu tiên năm 1957.